# 冠世榴园
冠世榴园，位于山东省枣庄市峄城区榴园镇。是中华人民共和国山东省省级文物保护单位之一。
2013年，列入第四批山东省文物保护单位，该文物保护单位是一座其他类型文物保护单位。